# 緬因鎮區 (伊利諾伊州庫克縣)
緬因鎮區（英語：Maine Township）是位於美國伊利諾伊州庫克縣的一個行政鎮區。

## 地方資料
根據2010年美國人口普查的數據，緬因鎮區的面積為67.77平方千米，當中陸地面積為67.26平方千米，而水域面積為0.51平方千米。當地共有人口135531人，而人口密度為每平方千米1,999.87人。